# Over the rainbow (película coreana)
Over the Rainbow es una película surcoreana del año 2002, protagonizada por Lee Jung-jae y Jang Jin-young.

## Argumento
El presentador de pronósticos del tiempo, Jin-su, sufre un accidente automovilístico, sin embargo no presenta ninguna lesión física, queda con un caso de amnesia selectiva. Acosado por recuerdos de una mujer que no puede recordar, se propone averiguar su identidad preguntando a sus antiguos compañeros de la universidad. La persona que le brinda más ayuda es Kang Jeong-hye, mientras ella le ayuda a reconstruir sus recuerdos comienzan a desarrollar sentimientos mutuamente, y Jin-su se da cuenta de que quizás no vale la pena ir tras sus recuerdos pasados.

## Elenco
- Lee Jung-jae ... Lee Jin-su
- Jang Jin-young ... Kang Jeong-hye
- Jung Chan ... Choi Sang-in
- Uhm Ji-won ... Kim Eun-song
- Kong Hyeong-jin ... Kim Young-min
- Kim Seo-hyeong
- Choi Jae-won